# Гертруда Берг
Гертруда Берг (англ. Gertrude Berg, наст. имя Тилли Эдельштейн; 3 октября 1898 — 14 сентября 1966) — американская актриса, комедиантка и сценарист, в начале пятидесятых годов входившая в «Чёрный список Голливуда». Гертруда Берг считается первой женщиной в истории телевидения, которая производила, создавала и играла главную роль в собственном шоу. Она достигла известности после запуска собственного шоу «Голдберги», которое выходило с 1929 по 1946 года на американском радио, а с 1949 по 1956 год на американском телевидении.

## Жизнь и карьера

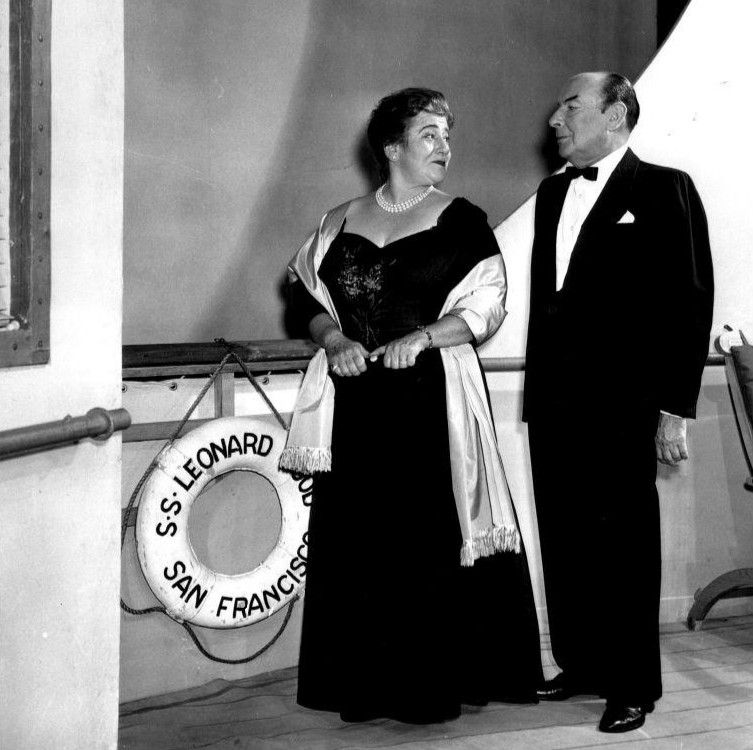
Гертруда Берг и Седрик Хардвик на бродвейской сцене в 1961 году

Тилли Эдельштейн родилась в 1898 году в Гарлеме. В двадцатилетнем возрасте она вышла замуж и вскоре родила двоих детей, а после обучалась в театре Нью-Йорка. Её муж лишился работы на сахарном заводе, который был уничтожен в результате пожара. В стремлении прокормить свою большую семью Гертруда Берг придумала полу-автобиографическое комедийное шоу «Голдберги» о большом семействе и с этой идеей пришла на радио NBC. 20 ноября 1929 года состоялась премьера её шоу и актриса получала 75 долларов в неделю. Спустя два года, в самый разгар Великой депрессии её гонорар достигал баснословные две тысячи в неделю.
В 1949 году Гертруда Берг перенесла своё шоу на телеэкраны канала CBS. Проект просуществовал на экранах семь лет. В 1950 году она выпустила также киноверсию своего шоу, а годом ране бродвейскую постановку «Я и Молли». В начале шестидесятых она вернулась на телеэкраны с «Шоу Гертруды Берг».
Гертруда Берг вошла в историю как первая обладательница премии «Эмми» в 1950 году. Она также выиграла премию «Тони» в 1959 году.